# Łosiewo (rejon smoleński)
Łosiewo (ros. Лосево) – wieś (ros. деревня, trb. dieriewnia) w zachodniej Rosji, w osiedlu wiejskim Smietaninskoje rejonu smoleńskiego w obwodzie smoleńskim.

## Geografia
Miejscowość położona jest przy drodze magistralnej M1 «Białoruś», 2,5 km od przystanku kolejowego Wielino, 7 km od centrum administracyjnego osiedla wiejskiego (Smietanino), 33 km od centrum Smoleńska.

## Demografia
W 2010 r. miejscowość liczyła sobie 10 mieszkańców.